# Poulsker Sogn
Poulsker Sogn 
ist eine Kirchspielsgemeinde (dän.: Sogn)
auf der dänischen Insel Bornholm.
Bis 1970 gehörte sie zur Harde Bornholms Sønder Herred im damaligen Bornholms Amt, danach mit dem Wegfall der Hardenstruktur zur Nexø Kommune im unveränderten Bornholms Amt, die wiederum zum Januar 2003 in der Bornholms Regionskommune aufgegangen ist. Die Regionskommune war zunächst – wie Kopenhagen und Frederiksberg – amtsfrei, also direkt dem Staat unterstellt, und wurde dann mit der Kommunalreform zum 1. Januar 2007 der Region Hovedstaden zugeordnet.
Im Kirchspiel leben 1027 Einwohner (Stand: 1. Januar 2023).

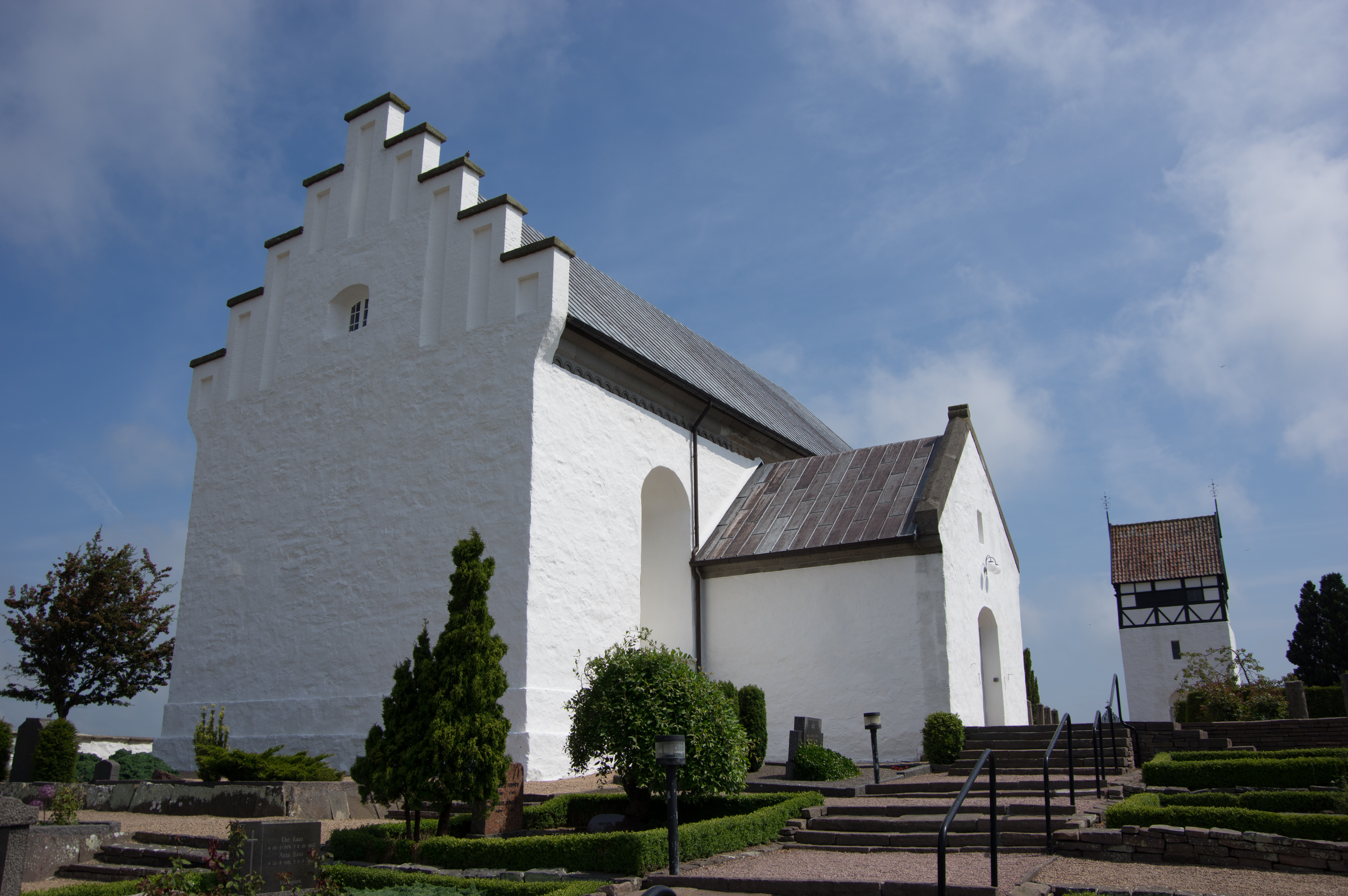
Pouls Kirke

Im Kirchspiel liegt die Kirche „Sankt Pouls Kirke“.
Poulsker Sogn wird durch das ins Gemeindegebiet eindringende Bodilsker Sogn in einen kleinen nördlich gelegenen und einen größeren, an der Südküste liegenden Teil geteilt. Weitere Nachbargemeinden sind im Westen das vom  Aaker Sogn und Bodilsker Sogn in gleicher Weise geteilte Pedersker Sogn, im Norden Østermarie Sogn und im Nordosten Ibsker Sogn.